# چیرافوس
چیرافوس (به انگلیسی: Chiraphos) با فرمول شیمیایی C28H28P2 یک ترکیب شیمیایی با شناسه پاب‌کم 14832 است. که جرم مولی آن ۴۲۶٫۴۷ گرم بر مول می‌باشد. شکل ظاهری این ترکیب، پودر سفید است.